# کاتی (دوره کاماکورا)
کاتی (به ژاپنی: 嘉禎 Katei) نام یک عصر تاریخی ژاپنی بود. این عصر بعد از بونریاکو و قبل از ریاکونین قرار داشت و سپتامبر ۱۲۳۵ تا نوامبر ۱۲۳۹ میلادی به طول انجامید. در طی این عصر امپراتور شیجو، امپراتور ژاپن بود.